# 圣布里厄圣弥额尔堂

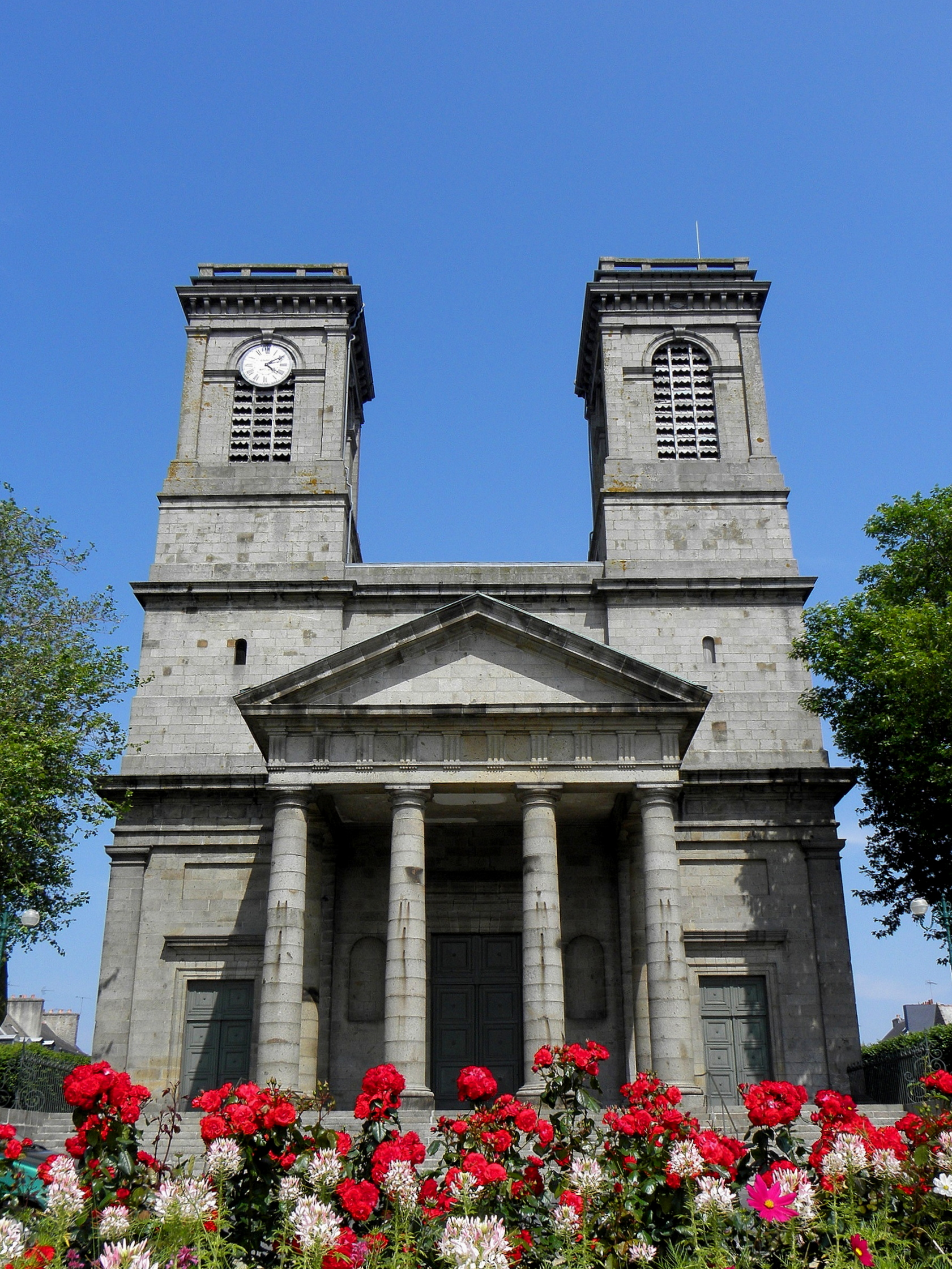

圣布里厄圣弥额尔堂（法語：Église Saint-Michel de Saint-Brieuc）是天主教圣布里厄教区的主教座堂、法国布列塔尼聖布里厄的一座罗马天主教教堂，建于19世纪，新古典主义风格。2014年列为国家历史古迹。
该堂建于1837-1841年，1875年祝圣。 